# تياغو لويس
تياغو لويس (بالبرتغالية: Tiago Luís Martins‏) هو لاعب كرة قدم برازيلي في مركز الهجوم، ولد في 13 مارس 1989 في ريبيراو بريتو في البرازيل. لعب مع أونياو ليريا وريد بول براغانتينو ونادي بونتي بريتا ونادي جوينفيل ونادي سانتوس ونادي شابيكوينسي ونادي ميراسول.

## وصلات خارجية
- تياغو لويس على موقع قاعدة بيانات كرة القدم.إي يو (الإنجليزية)
- تياغو لويس على موقع Soccerway.com (الإنجليزية)
- تياغو لويس على موقع عالم كرة القدم.نت (الإنجليزية)